# Station Rzepin
Station Rzepin is een spoorwegstation in de Poolse plaats Rzepin.

## galerij

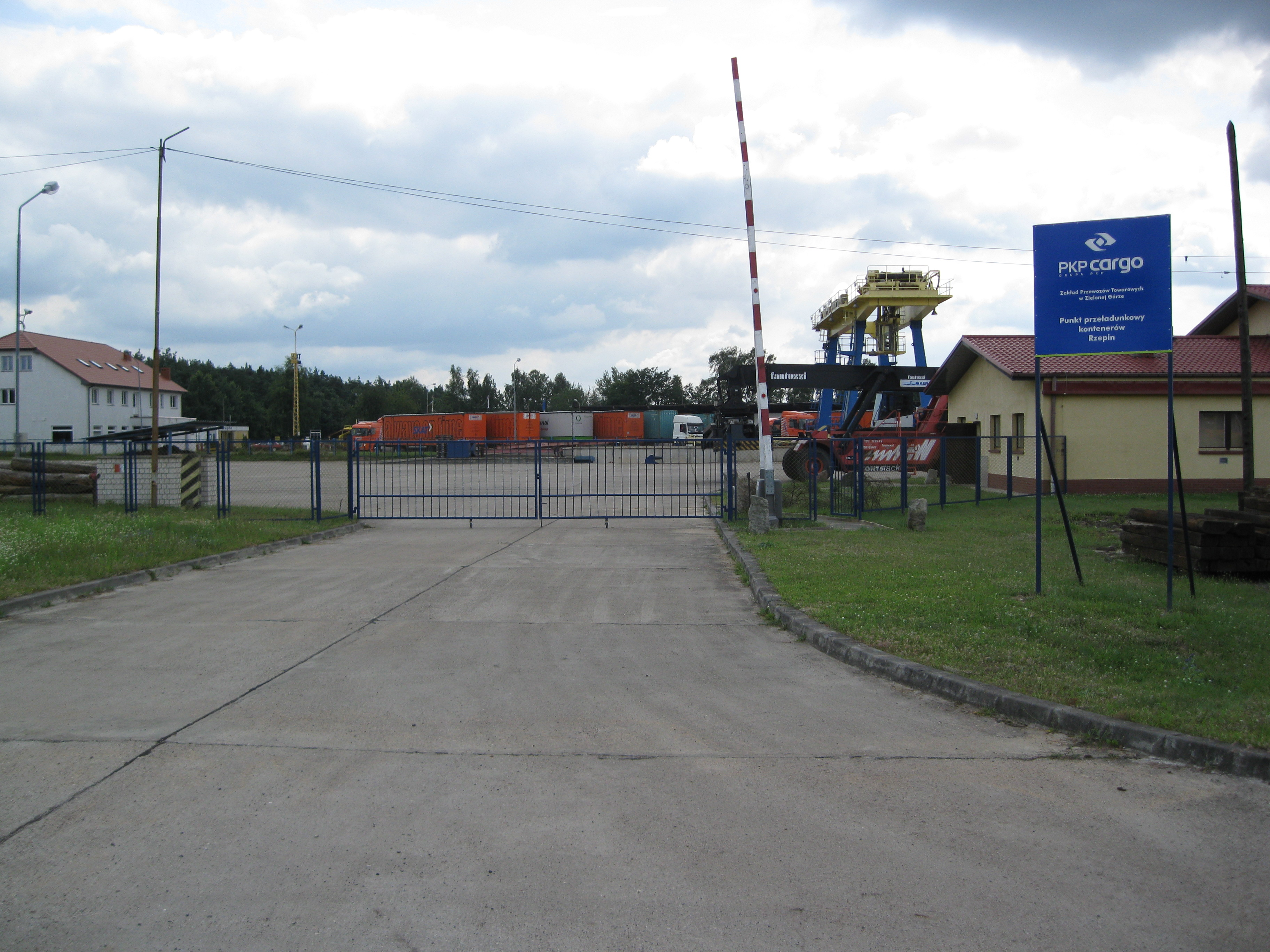
goederenstation Rzepin
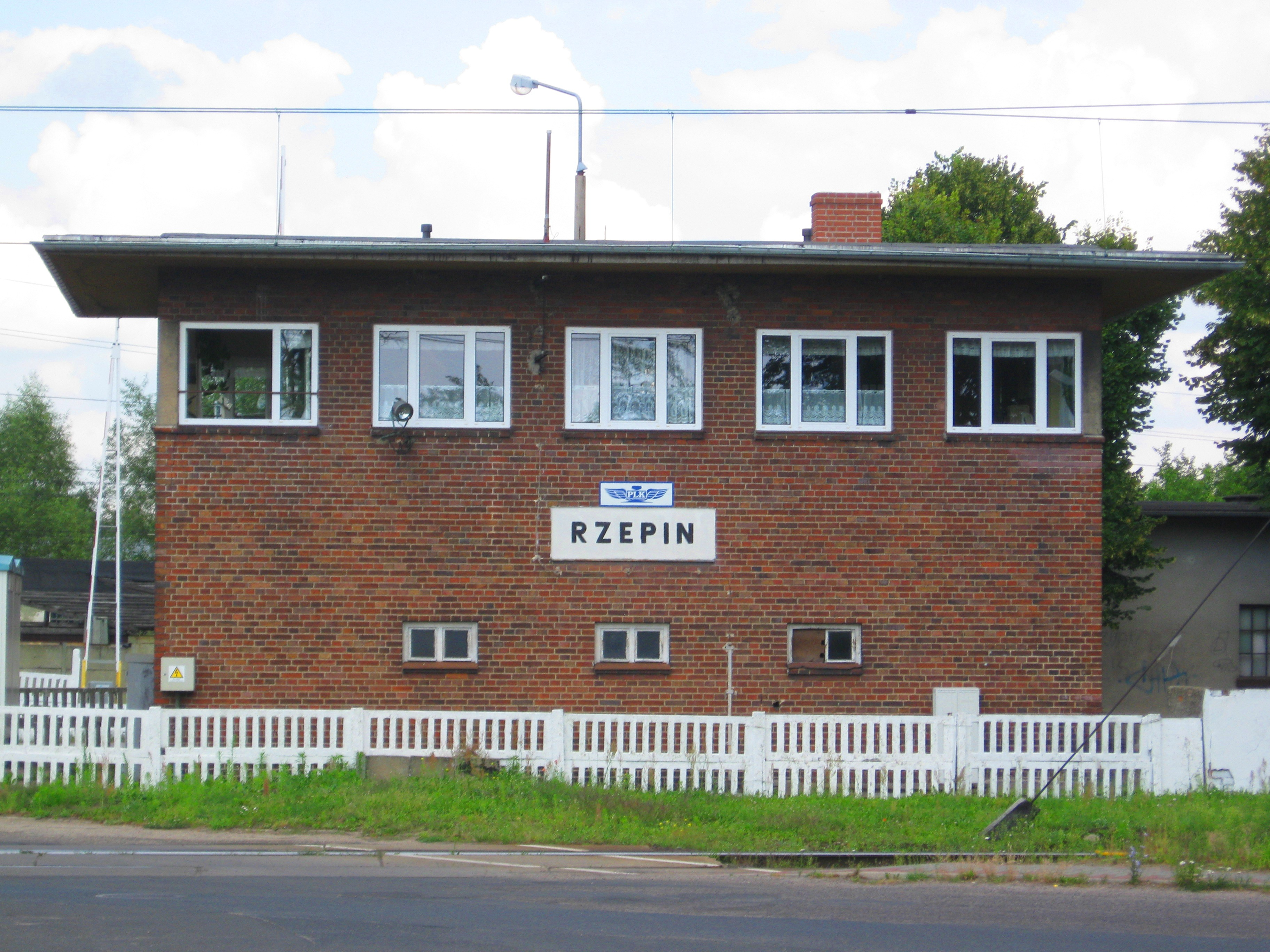
Verkeersleiding
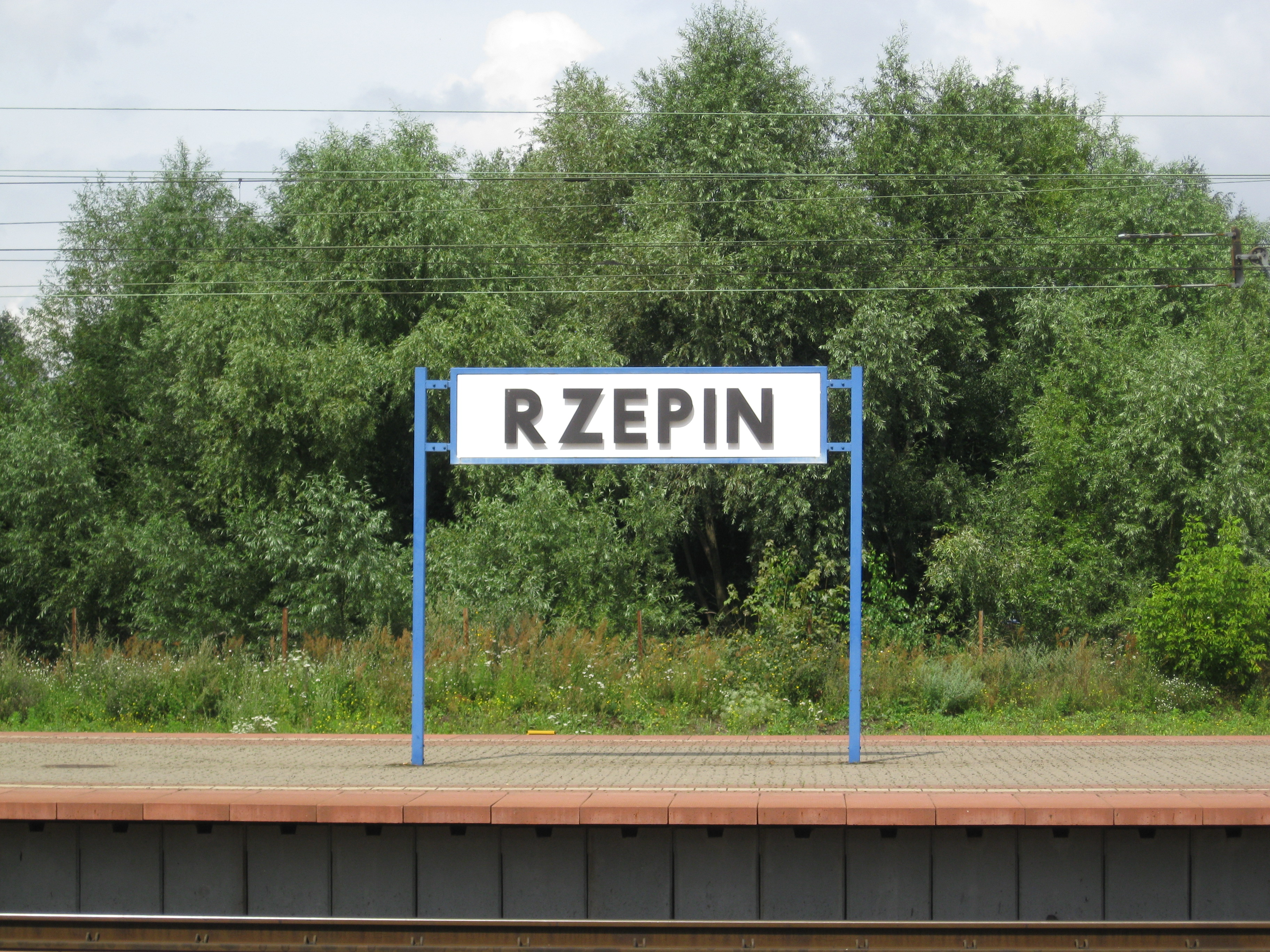
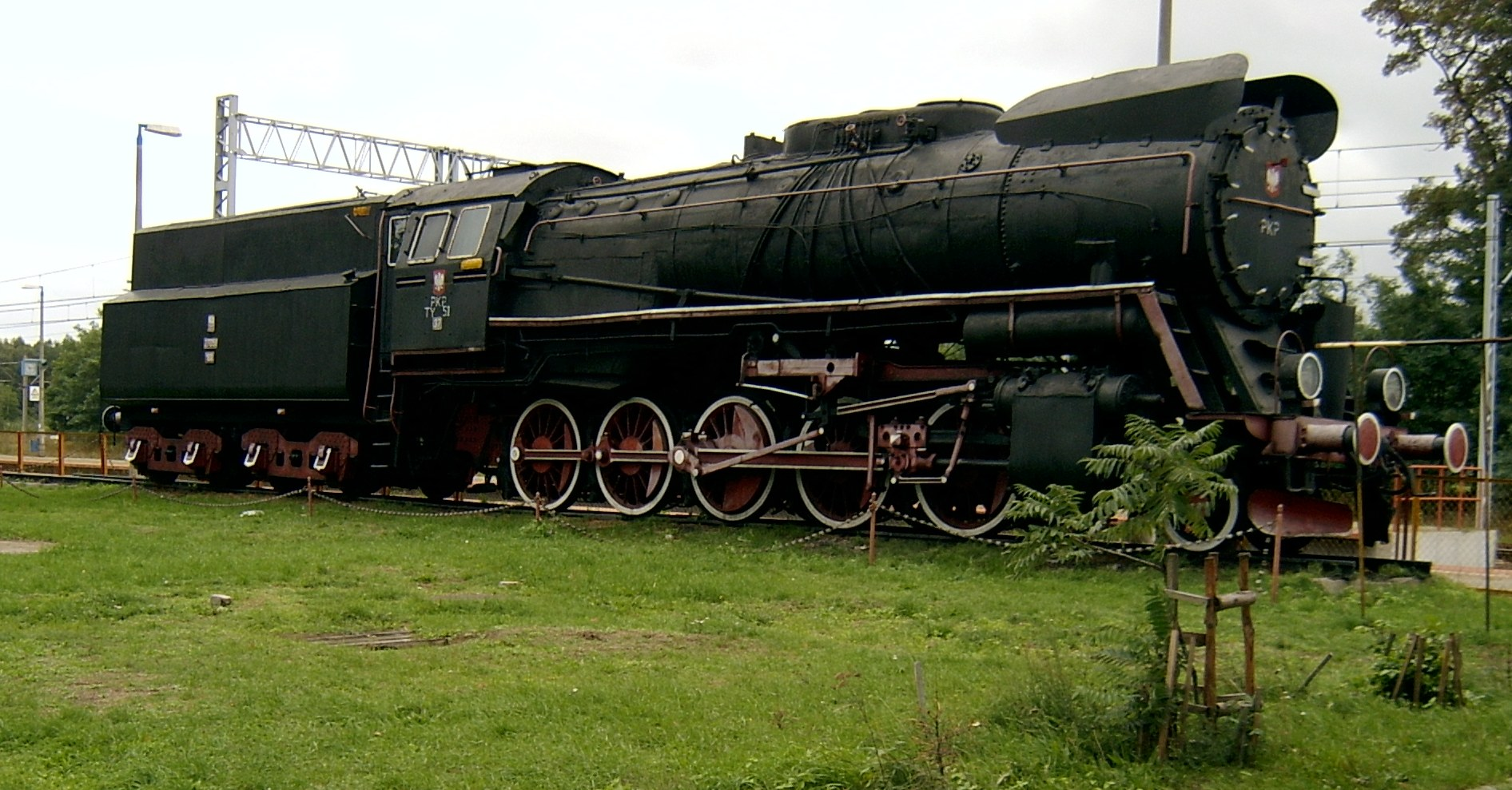